# Jean-David Bernard
Jean-David Bernard (Melun, 27 luglio 1977) è un canottiere francese.

## Biografia
La sua squadra di club è stata il CN Melun.
Ai mondiali di St. Catharines 1999 ha vinto il bronzo nei 4 senza pesi leggeri, assieme a Xavier Dorfman, Yves Hocde e Laurent Porchier.
Ha rappresentato la Francia ai Giochi olimpici estivi di Atene 2004 classificandosi 6º nell'otto, con Donatien Mortelette, Bastien Ripoll, Bastien Gallet, Julien Peudecoeur, Jean-Baptiste Macquet, Anthony Perrot, Laurent Cadot e Christophe Lattaignant.
Ai mondiali di Monaco di Baviera 2007 ha vinto l'argento nel quattro di coppia, con Cédric Berrest, Jonathan Coeffic e Julien Bahain.
Agli europei di Schinias 2008 e Brest 2009 ha guadagnato il bronzo nel due senza, assieme a Laurent Cadot.

## Palmarès
- Mondiali

St. Catharines 1999: argento nei 4 senza pesi leggeri;
Monaco di Baviera 2007: argento nel 4 di coppia;
- Europei

Schinias 2008: bronzo nel 2 senza;
Brest 2009: bronzo nel 2 senza;